# Ањелино
Ањелино (пољ. Anielino) је село у Пољској које се налази у војводству Западно Поморском у повјату Лобеском у општини Добра.